# Lijst van voetbalinterlands Cookeilanden - Salomonseilanden
Deze lijst van voetbalinterlands is een overzicht van alle officiële voetbalwedstrijden tussen de nationale teams van de Cookeilanden en de Salomonseilanden. De landen hebben tot op heden vier keer tegen elkaar gespeeld. De eerste ontmoeting was een wedstrijd tijdens de OFC Nations Cup op 21 juni 2000 in Papeete (Tahiti). Het laatste duel, een kwalificatiewedstrijd voor het Wereldkampioenschap voetbal 2022, vond plaats op 17 maart 2022 in Doha (Qatar).

## Wedstrijden
| № | Plaats   | Datum         | Competitie           | Wedstrijd                       | Uitslag |
| - | -------- | ------------- | -------------------- | ------------------------------- | ------- |
| 1 | Papeete  | 21 juni 2000  | OFC Nations Cup 2000 | Salomonseilanden − Cookeilanden | 5 − 1   |
| 2 | Auckland | 4 juni 2001   | WK 2002 kwalificatie | Salomonseilanden − Cookeilanden | 9 − 1   |
| 3 | Honiara  | 12 mei 2004   | WK 2006 kwalificatie | Salomonseilanden − Cookeilanden | 5 − 0   |
| 4 | Doha     | 17 maart 2022 | WK 2022 kwalificatie | Cookeilanden − Salomonseilanden | 0 − 2   |

## Samenvatting
| Competitie      | Totaal gespeeld | Winst Cookeilanden | Gelijk | Winst Salomonseil. | Doelsaldo Cookeilanden – Salomonseil. |
| --------------- | --------------- | ------------------ | ------ | ------------------ | ------------------------------------- |
| WK-kwalificatie | 3               | 0                  | 0      | 3                  | 1 − 16                                |
| OFC Nations Cup | 1               | 0                  | 0      | 1                  | 1 − 5                                 |
| Totaal          | 4               | 0                  | 0      | 4                  | 2 − 21                                |

CIFA · 
Cookeilands vrouwenelftal
Interlands
Tegenstander:
Amerikaans-Samoa ·
Australië ·
Fiji ·
Nieuw-Caledonië ·
Nieuw-Zeeland ·
Papoea-Nieuw-Guinea ·
Salomonseilanden ·
Samoa ·
Tahiti ·
Tonga ·
Vanuatu
SIFF · 
Salomonseilands vrouwenelftal
Interlands
Tegenstander:
Amerikaans-Samoa ·
Australië ·
Cookeilanden ·
Fiji ·
Guam ·
Hongkong ·
Macau ·
Maleisië ·
Nieuw-Caledonië ·
Nieuw-Zeeland ·
Papoea-Nieuw-Guinea ·
Samoa ·
Singapore ·
Taiwan ·
Tahiti ·
Tonga ·
Vanuatu